# Gamble y Huff
Kenneth Gamble (11 de agosto de 1943, Filadelfia, Pensilvania) y Leon A. Huff (8 de abril de 1942, Camden, Nueva Jersey) son una pareja profesional de compositores y productores discográficos, conocidos fundamentalmente por su labor en el desarrollo del estilo musical conocido como Sonido Filadelfia a comienzos de los años 70. 
Además de crear su propio sello discográfico, Philadelphia International Records, Gamble y Huff escribieron y produjeron a lo largo de su carrera profesional 175 discos de oro y platino, por todo ello, en marzo de 2008 fueron incluidos en el Salón de la Fama del Rock and Roll, dentro de la categoría de no intérpretes.

## Biografía

### Inicios
La infancia y adolescencia de Gamble en Filadelfia marcó posteriormente su edad adulta. Durante estos años grabó varios discos amateur en cabinas de autograbación,  ejerció como ayudante de DJ en la emisora WDAS, trabajó en una tienda de discos y cantó en la banda The Romeos. En 1964, cuando Gamble contaba con diecisiete años, fue descubierto por el mánager Jerry Ross, con el que colaboró durante varios años. Gamble trabajó por primera vez con el tecladista Leon Huff en una grabación de Candy & The Kisses. Ross consiguió para Gamble un contrato con Columbia Records como cantante solista y publicó el sencillo "You Don't Know What You Got Until You Lose It". Gamble, Ross y Huff colaboraron en el exitoso sencillo "I'm Gonna Make You Love Me", originalmente grabado por Jay & The Techniques, el grupo de Jerry Ross. Este tema tuvo posteriormente versiones grabadas por artistas como Dee Dee Warwick, Diana Ross & The Supremes y The Temptations.
En 1967 produjeron su primer gran éxito, "Expressway to Your Heart" para The Soul Survivors. En 1968 escribieron y produjeron, bajo un sello discográfico propiedad de Gamble, Gamble Records, el exitoso sencillo "Cowboys to Girls" para la banda de Filadelfia The Intruders. Trabajaron frecuentemente con artistas de Atlantic Records como Archie Bell & the Drells, Wilson Pickett, Aretha Franklin, Dusty Springfield y The Sweet Inspirations, así como con artistas del sello Mercury como Jerry Butler y Dee Dee Warwick, escribiendo y produciendo numerosos éxitos.

### Philadelphia International Records
Con una sólida carrera tras ellos, Gamble y Huff fundaron Philadelphia International Records en 1971, rivalizando con la Motown de Berry Gordy. En un principio buscaron el apoyo de Atlantic Records, pero la compañía discográfica consideró el proyecto demasiado caro y finalmente fue la CBS de Clive Davis la que respaldó la distribución de las grabaciones del sello. Con la colaboración de los arreglistas Thom Bell, Bobby Martin, y Norman Harris, Philadelphia International publicó numerosos éxitos durante la década de 1970, incluidos "If You Don't Know Me by Now" de Harold Melvin & the Blue Notes, "Back Stabbers", "For the Love of Money" y "Love Train" de The O'Jays, así como el sencillo ganador de un premio Grammy, "Me and Mrs. Jones" de Billy Paul.  Según una entrevista concedida a la BBC Radio 4 en junio de 2006, Gamble y Huff se inspiraron para escribir "Me and Mrs. Jones" tras ver a alguien a quien conocían, tener una aventura amorosa en un café muy frecuentado por compositores.
El Sonido soul de Filadelfia de Gamble y Huff evolucionó desde simples arreglos a finales de los años 60 hasta un estilo más complejo, con la introducción de exuberantes arreglos de cuerdas, estruendosas líneas de bajo y ritmos deslizantes de charles, elementos que pronto se convirtieron en las características distintivas de un nuevo género musical llamado disco. Hacia 1975, Philadelphia International y el Sonido Filadelfia, en gran medida había eclipsado en popularidad al sonido de la Motown y Gamble y Huff se habían convertido en sus principales productores.
Casi todos lo discos producidos por Philadelphia International contaron para su grabación con la colaboración de la banda de músicos de sesión propia del sello discográfico, conocida como, MFSB (Mother Father Sister Brother). MFSB publicaron varios álbumes y sencillos instrumentales de gran éxito, todos escritos y producidos por Gamble y Huff team con arreglos de Bobby Martin, incluido "TSOP (The Sound of Philadelphia)", número 1 en 1974, conocido como el tema principal del programa de televisión Soul Train.

### Activismo político
A lo largo de la década de 1970, la música de Gamble y Huff se caracterizó por abordar los problemas políticos y sociales a los que se enfrentaba la comunidad afroamericana. Muchas de sus canciones trataban el tema del black pride y el movimiento Black Power. Algunos ejemplos representativos de esta tendencia son los sencillos "Am I Black Enough for You?" (1972) de Billy Paul, "Give the People What They Want" (1975) de The O'Jays y el tema "Let's Clean Up the Ghetto" (1977), interpretado por MFSB junto a un numeroso elenco de artistas de Philadelphia International. 
"Let Clean Up The Ghetto" dio título a un álbum colaborativo  y a un proyecto humanitario, que involucra a jóvenes de comunidades arruinadas para ayudar a limpiar y reparar propiedades dañadas o descuidadas. El proyecto comenzó en Filadelfia y con el tiempo se ha extendido a Los Ángeles, Atlanta y Chicago con eventos similares que se llevan a cabo en todo el país. Gamble también ha colaborado con otras fundaciones benéficas como T. J. Martell Foundation y The AMC Cancer Research Center and Hospital. Ha sido miembro de la junta directiva de la Philadelphia Music Foundation, que rinde homenaje a los artistas, compositores y productores de Filadelfia. Así mismo, es fundador de la organización Universal Companies.

### Últimos años
En 1975, el sello Philadelphia International se vio envuelto en un escándalo relativo al uso de la payola. Por este motivo, Gamble fue multado aunque no afectó a Huff. A finales de la década de 1970 la popularidad del Sonido Filadelfia comenzó a declinar. Aun así la compañía pudo lograr algunos éxitos como "Enjoy Yourself" de los Jacksons 5 en 1976, y "Ain't No Stoppin' Us Now" de McFadden & Whitehead en 1979. Uno de sus temas, "My Mood", fue adoptado en 1980 como sintonía de cierre del programa noticias de la WRC y todavía en 2018 seguía utilizándose.
En 1982, la mayor estrella de la compañía Philadelphia International, Teddy Pendergrass, sufrió un accidente de coche que lo dejó inválido de cintura para abajo, dejando al sello sumido en una grave crisis. Ese mismo año rompieron sus lazos con CBS y comenzaron a trabajar con EMI. Gamble y Huff continuaron escribiendo y produciendo material aunque sus éxitos ya se hubieran agotado.
En 1990, Gamble y Huff fueron reconocidos con un Premio Grammy a la mejor canción R&B, conseguido gracias a la versión que la banda Simply Red del tema "If You Don't Know Me By Now". En 1999, Gamble y Huff fueron galardonados con el premio Grammy Trustees por toda su carrera profesional. Sus más de 3.000 canciones les coloca entre los compositores más prolíficos de todos los tiempos.
El 19 de septiembre de 2005, Gamble y Huff fueron incluidos en el Dance Music Hall of Fame en una ceremonia que tuvo lugar en Nueva York.
En 2008, fueron los primeros receptores del "premio Ahmet Ertegün" entregado por el Salón de la Fama del Rock and Roll a profesionales que trabajan principalmente detrás de las escenas en la industria musical. El 20 de mayo de 2009, Gamble & Huff fueron nombrados "BMI Icons" durante la 57 edición anual de los premios BMI Pop.
En mayo de 2010, Kenneth Gamble y Leon Huff fueron investidos Doctores Honoris Causa por el Berklee College of Music.

En abril de 2014, Gamble & Huff fueron objeto de un homenaje durante la 22 ceremonia de entrega de los premios "Trumpet" del canal de televisión TV One. Durante la gala, artistas como Joe, Carl Thomas, Lyfe Jennings, SWV y Billy Paul interpretaron canciones compuestas por el dúo.

## Discografía

### Álbumes
| Año  | Álbum                                          | Artista                        |
| ---- | ---------------------------------------------- | ------------------------------ |
| 1968 | The Ice Man Cometh (non-PIR album)             | Jerry Butler                   |
| 1970 | A Brand New Me (non-PIR album)                 | Dusty Springfield              |
| 1970 | Wilson Pickett In Philadelphia (non-PIR album) | Wilson Pickett                 |
| 1970 | Now I'm a Woman (non-PIR album)                | Nancy Wilson                   |
| 1971 | Gonna Take a Miracle (non-PIR album)           | Laura Nyro y Labelle           |
| 1972 | I Miss You                                     | Harold Melvin & the Blue Notes |
| 1972 | Drowning in the Sea of Love (non-PIR album)    | Joe Simon                      |
| 1972 | Back Stabbers                                  | The O'Jays                     |
| 1972 | 360 Degrees Of Billy Paul                      | Billy Paul                     |
| 1973 | Ship Ahoy                                      | The O'Jays                     |
| 1973 | Love Is The Message                            | MFSB                           |
| 1973 | The Sound Of Philadelphia '73                  | Various Artists                |
| 1973 | Black & Blue                                   | Harold Melvin & the Blue Notes |
| 1975 | Dance Your Troubles Away                       | Archie Bell & the Drells       |
| 1975 | Wake Up Everybody                              | Harold Melvin & the Blue Notes |
| 1975 | To Be True                                     | Harold Melvin & the Blue Notes |
| 1975 | Universal Love                                 | MFSB                           |
| 1975 | Philadelphia Freedom                           | MFSB                           |
| 1975 | Survival                                       | The O'Jays                     |
| 1975 | Family Reunion                                 | The O'Jays                     |
| 1976 | We Got the Rhythm                              | People's Choice                |
| 1976 | Message in the Music                           | The O'Jays                     |
| 1976 | All Things in Time                             | Lou Rawls                      |
| 1976 | The Jacksons                                   | The Jacksons                   |
| 1977 | Goin' Places                                   | The Jacksons                   |
| 1977 | Travelin' at the Speed of Thought              | The O'Jays                     |
| 1977 | Teddy Pendergrass                              | Teddy Pendergrass              |
| 1977 | Unmistakably Lou                               | Lou Rawls                      |
| 1977 | When You Hear Lou, You've Heard It All         | Lou Rawls                      |
| 1978 | So Full of Love                                | The O'Jays                     |
| 1978 | Life Is a Song Worth Singing                   | Teddy Pendergrass              |
| 1979 | Identify Yourself                              | The O'Jays                     |
| 1979 | Teddy                                          | Teddy Pendergrass              |
| 1979 | Let Me Be Good to You                          | Lou Rawls                      |
| 1979 | Live! Coast to Coast                           | Teddy Pendergrass              |
| 1980 | The Year 2000                                  | The O'Jays                     |
| 1980 | TP                                             | Teddy Pendergrass              |
| 1980 | Sit Down and Talk to Me                        | Lou Rawls                      |
| 1981 | Get as Much Love as You Can                    | The Jones Girls                |
| 1981 | The Spirit's in It                             | Patti LaBelle                  |
| 1983 | I'm in Love Again                              | Patti LaBelle                  |
| 1984 | Keep It Comin'                                 | The Jones Girls                |

### Sencillos
| Título                               | Artista                                                                          |
| ------------------------------------ | -------------------------------------------------------------------------------- |
| "Expressway to Your Heart"           | The Soul Survivors                                                               |
| "Cowboys to Girls"                   | The Intruders                                                                    |
| "I Can't Stop Dancing"               | Archie Bell & the Drells                                                         |
| "Only the Strong Survive"            | Jerry Butler                                                                     |
| "I'm Gonna Make You Love Me"         | Dee Dee Warwick (later covered by Diana Ross & the Supremes and The Temptations) |
| "One Night Affair"                   | Jerry Butler                                                                     |
| "(We'll Be) United"                  | The Intruders                                                                    |
| "A Brand New Me"                     | Dusty Springfield                                                                |
| "Don't Let the Green Grass Fool You" | Wilson Pickett                                                                   |
| "Silly, Silly Fool"                  | Dusty Springfield                                                                |
| "Slow Motion"                        | Johnny Williams                                                                  |
| "Me and Mrs. Jones"                  | Billy Paul                                                                       |
| "Regina"                             | Bunny Sigler                                                                     |
| "The Bells"                          | Laura Nyro and Labelle                                                           |
| "Drowning in the Sea of Love"        | Joe Simon                                                                        |
| "If You Don't Know Me by Now"        | Harold Melvin & the Blue Notes / Simply Red                                      |
| "992 Arguments"                      | The O'Jays                                                                       |
| "You're the Reason Why"              | The Ebonys                                                                       |
| "I Miss You"                         | Harold Melvin & the Blue Notes                                                   |
| "When the World's at Peace"          | The O'Jays                                                                       |
| "That's How Long I'll Be Loving You" | Bunny Sigler                                                                     |
| "Back Stabbers"                      | The O'Jays                                                                       |
| "Love Train"                         | The O'Jays (later covered by Bunny Sigler)                                       |
| "The Love I Lost"                    | Harold Melvin & the Blue Notes                                                   |
| "Now That We Found Love"             | The O'Jays                                                                       |
| "Yesterday I Had the Blues"          | Harold Melvin & the Blue Notes                                                   |
| "I'll Always Love My Mama"           | The Intruders                                                                    |
| "For the Love of Money"              | The O'Jays                                                                       |
| "Bad Luck"                           | Harold Melvin & the Blue Notes                                                   |
| "Don't Call Me Brother"              | The O'Jays                                                                       |
| "Zach's Fanfare (I Hear Music)"      | MFSB                                                                             |
| "Love Is the Message"                | MFSB                                                                             |
| "Am I Black Enough for You"          | Billy Paul                                                                       |
| "Sunshine"                           | The O'Jays                                                                       |
| "When Will I See You Again"          | The Three Degrees                                                                |
| "Livin' For the Weekend"             | The O'Jays                                                                       |
| "Wake Up Everybody"                  | Harold Melvin & the Blue Notes                                                   |
| "Enjoy Yourself"                     | The Jacksons                                                                     |
| "I Could Dance All Night"            | Archie Bell & the Drells                                                         |
| "I Love Music"                       | The O'Jays                                                                       |
| "Love Epidemic"                      | The Trammps                                                                      |
| "Stairway to Heaven"                 | The O'Jays                                                                       |
| "Show You the Way to Go"             | The Jacksons                                                                     |
| "Do It Any Way You Wanna"            | People's Choice                                                                  |
| "My One and Only Love"               | MFSB                                                                             |
| "Rich Get Richer"                    | The O'Jays                                                                       |
| "Hope That We Can Be Together Soon"  | Harold Melvin & the Blue Notes                                                   |
| "Ooh Child"                          | Dee Dee Sharp                                                                    |